# Trichopsetta melasma
 Trichopsetta melasma és un peix teleosti de la família dels bòtids i de l'ordre dels pleuronectiformes.

## Distribució geogràfica
Es troba a les costes de l'Atlàntic Occidental (des de les Bahames fins a Hondures i, probablement també, a Florida).